# Oberhaindlfing
Koordinaten: 48° 30′ N, 11° 41′ O
Oberhaindlfing ist ein Gemeindeteil der Gemeinde Wolfersdorf im oberbayerischen Landkreis Freising.

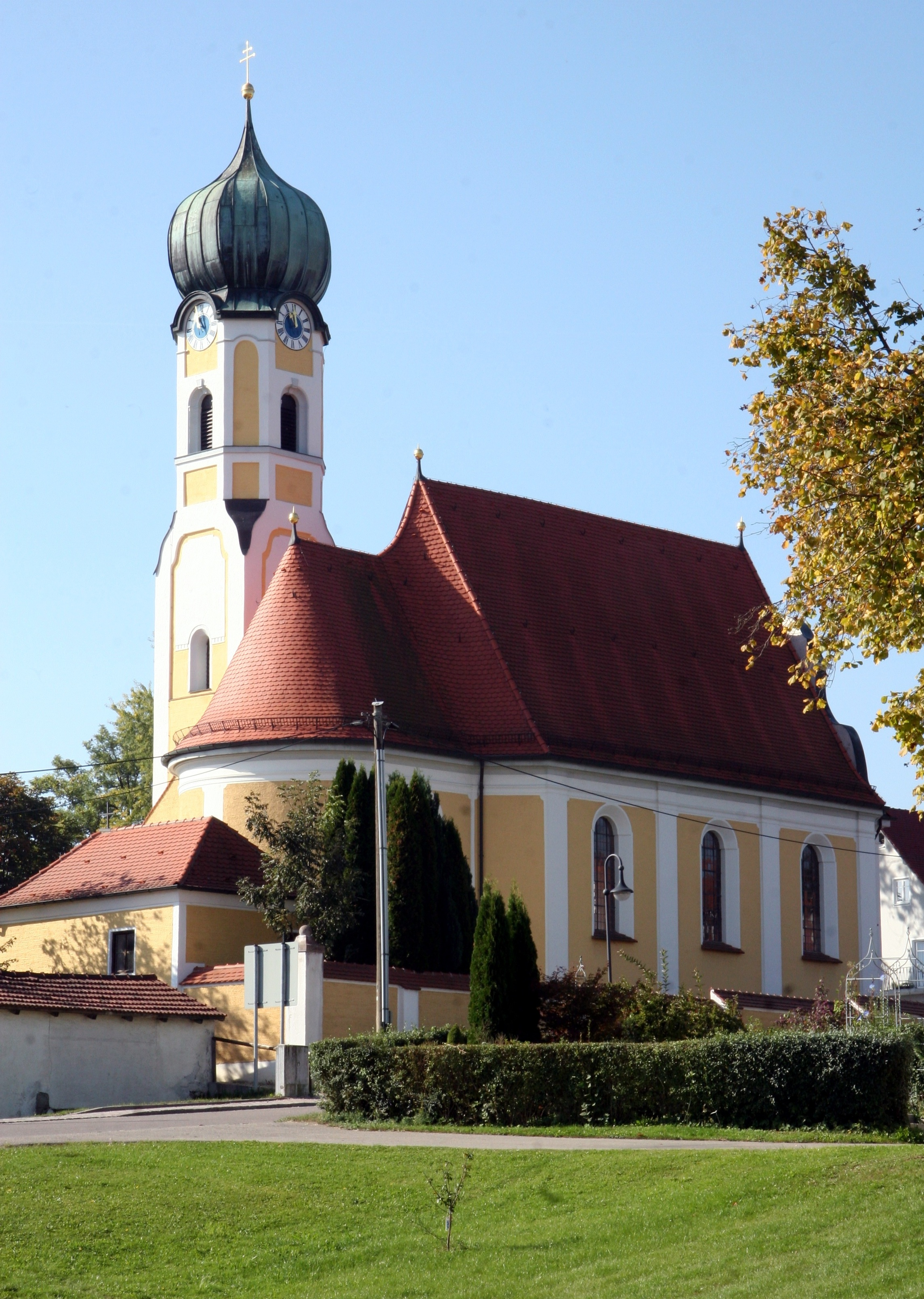
Kirche St. Jakobus

## Geschichte
Dürnhaindlfing mit den Hauptorten Ober- und Unterhaindlfing ist eine Tochtergründung von Haindlfing im Ampertal. Die Siedler zogen sich weiter vom Ampertal zurück, da einfallende Ungarn schwer wüteten. Die neue Siedlung wurde Düren-Haindlfing genannt, weil das gerodete Land im Vergleich zum Ampertal ein eher dürres Land ist. Der Name Dürnhaindlfing tauchte erstmals 1160 in einer Urkunde als "durrin Haidolwingen" auf. In einer weiteren Urkunde wurde 1275 Perhaidolfingen (Unterhaindlfing) und 1291 Gruebhaindolwingen (Oberhaindlfing) erwähnt. Der Name Dürnhaindlfing stellt insofern eine altbayerische Kuriosität dar, weil es die auf einen Ortsnamen deutende Bezeichnung als Siedlung nicht gibt.

## Geografie
Oberhaindlfing liegt nördlich des Ampertales im Hallertauer Hügelland.

## Eingemeindungen
Im Rahmen der Gemeindegebietsreform wurde 1978 die ehemals selbständige Gemeinde Dürnhaindlfing in die Gemeinde Wolfersdorf eingegliedert.

## Baudenkmäler
- Katholische Filialkirche St. Jakobus, neubarock, 1908/09 von Johann Baptist Schott errichtet; mit Ausstattung
- Wegkapelle, frühes 20. Jahrhundert; am östlichen Ortsende
- Wegkapelle, frühes 20. Jahrhundert; am westlichen Ortsende